# 양룬둥
양룬둥(중국어: 杨润东, 병음: Yang Rundong, 한자음: 양윤동, 2000년 3월 26일 ~ )는 중화인민공화국의 바둑 기사이다. 허난성 출신으로 중국기원 소속의 4단이다.

## 경력
허난성에서 태어났다. 2016년에 프로바둑에 입단했다. 2017년 제3회 몽백합배 세계 바둑 오픈전에 출전하여 추이차오에게 패배하여 예선 탈락했지만 같은해 오청원배 중국 바둑 신예전 본선 32강에 진출하여 리청선을 누르고 16강에 올랐다. 하지만 왕쩌진에게 져서 탈락했다. 2017년 한 해 동안 2단과 3단으로 연이어 승단했고 2019년에 4단으로 승단했다. 2019년 제24회 LG배 세계기왕전 예선에서 안형준에게 져서 탈락했다.